# Чанданайш
Чанданайш (бенг. চন্দনাঈশ, англ. Chandanaish) — город на юго-востоке Бангладеш, административный центр одноимённого подокруга. Площадь города равна 3,88 км². По данным переписи 2001 года, в городе проживало 9678 человек, из которых мужчины составляли 51,69 %, женщины — соответственно 48,31 %. Плотность населения равнялась 2494 чел. на 1 км². Уровень грамотности населения составлял 39,2 % (при среднем по Бангладеш показателе 43,1 %). 